# Fluorocromo
Con il termine fluoroforo (o fluorocromo) si indicano quelle molecole che, dopo avere assorbito fotoni di una certa lunghezza d'onda, esibiscono fluorescenza. Esistono diversi tipi di fluorofori, caratterizzati da diversi spettri di assorbimento e di emissione. 

## Utilizzi
I fluorocromi vengono utilizzati in ambito biomedico (ad esempio il Patching and capping per la marcatura degli anticorpi). Tra questi particolarmente diffusi sono l'isotiocianato di fluoresceina, conosciuto anche con l'acronimo FITC, e l'isotiocianato di tetrametilrodamina (TRITC).